# Altica lythri
Altica lythri es una especie de coleóptero de la familia Chrysomelidae.
Fue descrita científicamente por primera vez en 1843 por Aubé.